# Marina Ratner
Marina Evseevna Ratner (transliteració rus: Мари́на Евсе́евна Ра́тнер (Moscou, 30 d'octubre de 1938 - El Cerrito (comtat de Contra Costa), 7 de juliol de 2017) va ser una matemàtica russa els treballs en teoria ergòdica de la qual van donar com a resultat diversos teoremes que porten el seu nom.

## Biografia
Ratner va néixer a Moscou, que llavors formava part de la Unió Soviètica, en el si d'una família de científics jueus. Aviat va mostrar predilecció per les matemàtiques i va estudiar aquesta disciplina a la Universitat Estatal de Moscou, llicenciant-se l'any 1961. En els seus anys universitaris va estar sota la influència del prestigiós matemàtic Andrei Kolmogórov, amb el qual es va interessar en la probabilitat, treballant fins i tot en algun dels seus grups de recerca. L'any 1965 va tornar a la Universitat de Moscou sota la supervisió de Iàkov Sinai.
Es va doctorar l'any 1969 amb una tesi sobre la teoria ergòdica. De 1971 a 1974 va fitxar per la Universitat Hebrea de Jerusalem on investiga sistemes dinàmics geomètrics. Allí va conèixer el matemàtic Rufus Bowen que la convidarà a la Universitat de Califòrnia a Berkeley i es va traslladar als Estats Units l'any 1975 amb una plaá com a professora ajudant. L'any 1982 va aconseguir la plaça titular.
L'any 1987 va aconseguir la beca Guggenheim. Al voltant de l'any 1990 va demostrar un nombre important de teoremes relatius a fluxos unipotents en espais homogenis coneguts com a teoremes de Ratner.
Ratner va entrar a l'Acadèmia Americana de les Arts i les Ciències l'any 1992, va ser premiada amb el Premi Ostrowski l'any 1993 i triada per a l'Acadèmia Nacional de Ciències dels Estats Units el mateix any. El 1994 va ser premiada amb el John J. Carty Award de l'Acadèmia Nacional de Ciències.

## Algunes publicacions
- «Strict measure rigidity for unipotent subgroups of solvable groups» (en anglès). Inventiones Mathematicae, 101, 1, 12-1990, pàg. 449–482. DOI: 10.1007/BF01231511. ISSN: 0020-9910.
- «On measure rigidity of unipotent subgroups of semisimple groups» (en anglès). Acta Mathematica, 165, 0, 1990, pàg. 229–309. DOI: 10.1007/BF02391906. ISSN: 0001-5962.
- Interactions Between Ergodic Theory, Lie Groups, and Number Theory (en anglès).  Basel: Birkhäuser Basel, 1995, p. 157–182. DOI 10.1007/978-3-0348-9078-6_13. ISBN 978-3-0348-9897-3.